# Rashid Sumaila
Rashid Sumaila (en árabe: راشد السوميلا; Cape Coast, Ghana, 18 de diciembre de 1992) es un futbolista ghanés. Se desempeña como defensa en el Qadsia SC de la Liga Premier de Kuwait.

## Selección nacional
Ha sido internacional con la selección de fútbol de Ghana en 10 ocasiones.

### Participaciones en Copas del Mundo
| Mundial                        | Sede   | Resultado      | Partidos | Goles |
| ------------------------------ | ------ | -------------- | -------- | ----- |
| Copa Mundial de Fútbol de 2014 | Brasil | Fase de grupos | 0        | 0     |

### Participaciones en Copas Africanas
| Copa                                | Sede      | Resultado      |
| ----------------------------------- | --------- | -------------- |
| Campeonato Juvenil Africano de 2011 | Sudáfrica | Fase de grupos |

## Clubes
| Club                               | País      | Año       |
| ---------------------------------- | --------- | --------- |
| Ebusua Dwarfs                      | Ghana     | 2010-2012 |
| Asante Kotoko FC                   | Ghana     | 2012-2013 |
| Mamelodi Sundowns FC               | Sudáfrica | 2013-2015 |
| Asante Kotoko FC (cedido)          | Ghana     | 2014-2015 |
| Qadsia SC (cedido)                 | Kuwait    | 2015      |
| Qadsia SC                          | Kuwait    | 2015-     |
| Al-Gharafa SC (cedido)             | Catar     | 2016-2017 |
| Estrella Roja de Belgrado (cedido) | Serbia    | 2018-2019 |

## Palmarés

### Campeonatos nacionales
| Título                      | Club                      | País      | Año  |
| --------------------------- | ------------------------- | --------- | ---- |
| Supercopa de Ghana          | Asante Kotoko FC          | Ghana     | 2012 |
| Liga de fútbol de Ghana     | Asante Kotoko FC          | Ghana     | 2013 |
| Premier Soccer League       | Mamelodi Sundowns FC      | Sudáfrica | 2014 |
| Copa del Emir               | Qadsia SC                 | Kuwait    | 2015 |
| Liga Premier de Kuwait      | Qadsia SC                 | Kuwait    | 2016 |
| Copa de la Corona de Kuwait | Qadsia SC                 | Kuwait    | 2018 |
| Superliga de Serbia         | Estrella Roja de Belgrado | Serbia    | 2019 |
| Supercopa de Kuwait         | Qadsia SC                 | Kuwait    | 2019 |

### Copas internacionales
| Título                         | Selección    | Sede   | Año  |
| ------------------------------ | ------------ | ------ | ---- |
| Oro en los Juegos Panafricanos | Ghana sub-23 | Maputo | 2011 |

### Distinciones individuales
| Distinción                                            | Año  |
| ----------------------------------------------------- | ---- |
| Mejor defensor de la Liga Premier de Ghana            | 2011 |
| Mejor defensor de la Liga Premier de Ghana            | 2013 |
| Mejor defensor de la Copa de Ghana                    | 2013 |
| Mejor jugador del Qadsia SC                           | 2015 |
| Mejor jugador extranjero de la Liga Premier de Kuwait | 2015 |
| Mejor jugador del Al-Gharafa SC                       | 2017 |

## Enlaeces externos
- Ficha de Rashid Sumaila en National-Football-Teams.com (en inglés)

- Datos: Q2944024